# Andrea Vitali (storico)
Andrea Vitali (Faenza, 2 marzo 1952) è uno storico, regista teatrale, musicologo e direttore artistico italiano.

## Biografia
Andrea Vitali si è laureato in Studi Umanistici all'Università di Bologna conseguendo successivamente il Diploma di Perfezionamento post-universitario in Musicologia. Al contempo ha frequentato la Scuola di Archivistica, Paleografia e Diplomatica all'Archivio di Stato di Bologna. Dopo vari anni di insegnamento e di direzione della Biblioteca Comunale di Brisighella, si è dedicato allo studio del simbolismo e dell'iconologia del Medioevo e del Rinascimento, con particolare attenzione alle feste religiose e profane e alla struttura dei cortei trionfali, oggetto della sua tesi di laurea.
Mentre frequentava il Corso di Musicologia presso l'I.M.E.T (Istituto di Studi Musicali e Teatrali) diretto dal prof. Giuseppe Vecchi, assieme ad altri studenti fondò il Consortium Terrae Plebis, uno dei primi gruppi apparsi in Italia a occuparsi di musica medievale e rinascimentale, cantando nel ruolo di controtenore. Con questa formazione si è esibito in numerosi concerti dagli anni 1973 al 1990. Nel 1988 ha ricoperto il ruolo della voce bianca nel capriccio barocco Il Teatro alla Moda di Benedetto Marcello allestito presso il Gran Teatro La Fenice di Venezia. Ha inoltre cantato al Deutsches Theater di Monaco di Baviera, al Palais Royal di Parigi, a Salonicco in occasione del Carnevale e in altre città europee. A lui si deve la prefazione al volume Einführung in die mittelalterliche Musik di Daniela Herzog e Marco Ambrosini edito dalla casa editrice tedesca Verlag der Spielleute, 1992 e la consulenza storica-interpretativa per due incisioni discografiche eseguite dall'Ensemble Oni Wytars: Canto Novello. Laudi Italiane del tardo medioevo (Raum Klang, RK 2809, 2009) e From Bysantium to Andalusia. Medieval Music and Poetry (Naxos, 8.557637, 2006).
Nel 1980 iniziò a occuparsi dell'ideazione e della direzione artistica di eventi culturali e in quell'anno ideò le Feste Medievali di Brisighella, prima rassegna di teatro, musica e danza del Medioevo, di cui è stato direttore artistico fino al 2004 e per la cui ideazione e la brillante conduzione ha ricevuto nel 1992 la Targa del Consiglio Regionale dell'Emilia-Romagna e nel 2004 quella del Ministero per il Turismo. Con le Feste di Brisighella, Andrea Vitali creò un evento sul medioevo che in breve tempo fu imitato in tutta Italia e nel resto del mondo.

## Le Tarot

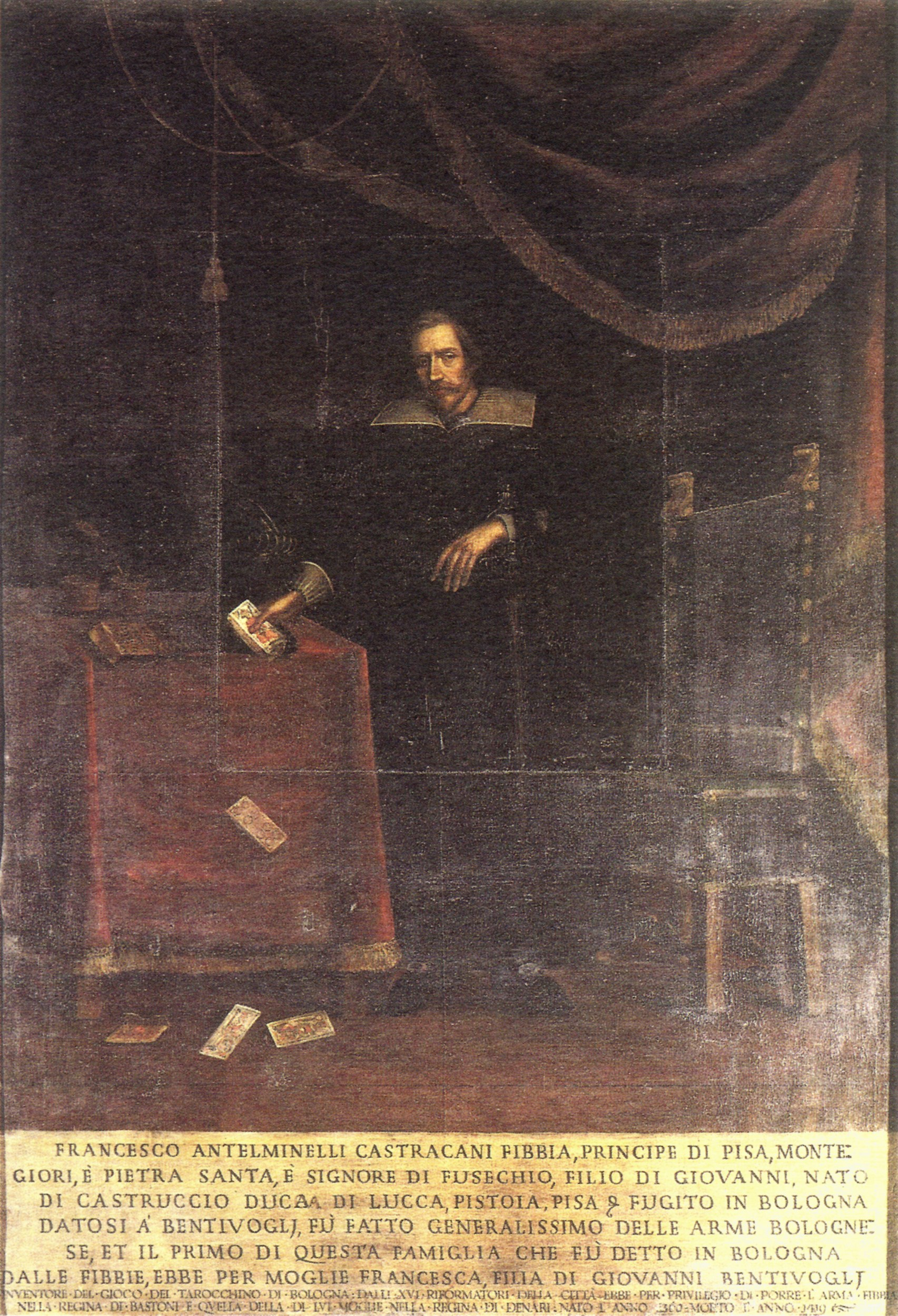
Il Tarocchino di Bologna

Nel 1985 ha fondato l'Associazione Culturale “Le Tarot”, organismo specializzato in discipline simboliche ed ermetiche, composto da eminenti personalità del mondo accademico e culturale internazionale (Franco Cardini, Giordano Berti, Rolando Dondarini, Cecilia Gatto Trocchi, Paolo Aldo Rossi, Paolo Sabbatini, Thierry Depaulis).
In qualità di presidente dell'associazione Le Tarot ha curato i progetti storico-scientifici delle più importanti mostre realizzate sull'universo simbolico dei tarocchi. Riconosciuto dalla comunità scientifica internazionale fra le massime autorità per quanto attiene l'iconografia dei tarocchi storici, ha scritto diversi saggi iconologici tradotti in diverse lingue, ritenuti fondamentali per la loro comprensione simbolico-allegorica. Così ha scritto di lui Alain-Jacques Bougearel nella sua opera Origines et Histoire du Tarot (Ed. Envol, Toulouse, 1997, pag.21): «A ma connaissance, Andrea Vitali est, de tous les tarologues contemporains, le medieviste le plus pertinent».
Ha tenuto conferenze sul simbolismo medievale e sull'iconografia allegorica dei Trionfi presso diverse università e istituti di cultura italiani e stranieri. Nel settembre del 1995 è stato invitato dall'International Playing-Card Society e dalla Guildhall Library di Londra, come relatore, al convegno sulle carte di Trionfi e sul loro rapporto con il simbolismo medievale inerente alla Sacra Bibbia, alla sopravvivenza degli antichi dèi in epoca medievale e rinascimentale e al pensiero ermetico. In veste di presidente dell'Associazione Culturale Le Tarot, ha curato numerose esposizioni di carattere storico.
È stato consulente della casa distributrice italiana per gli aspetti simbolici del film sui tarocchi Il Ladro dell'Arcobaleno, regia di Alejandro Jodorowski con Peter O'Toole e Omar Sharif.
Suoi saggi e contributi scientifici sono stati pubblicati dalla Nuova Alfa Editoriale, Electa, Edizioni Le Tarot, Il Meneghello, Edizioni Martina, Lo Scarabeo.

## Apparizioni televisive
Numerose sono state le sue apparizioni in qualità di ospite in trasmissioni realizzate da reti televisive sui tarocchi, fra cui:
Pronto è la Rai?, condotta da Giancarlo Magalli, Rai Uno (1988)
Dove sono i Pirenei, condotta da Rosanna Cancellieri, Rai Tre (1994)
Maurizio Costanzo Show, Canale 5 (1995)
Cronaca in Diretta, condotta da Alessandro Cecchi Paone, Rai Due (1995)
Società e Costume, Rai Due (1995)
Uno Mattina, condotta da Puccio Corona, Rai Uno (1996)
Speciale TG1 (1997)
Borders, Italia Uno (2008)
Libri in Onda, Rai International (2008)
Sue interviste sono apparse su quotidiani, settimanali e riviste specializzate di grande prestigio sia in Italia che all'Estero: Panorama, Europeo, Gioia, Famiglia Cristiana, Oggi, Grand Hotel, Capital, Historia, Il Piacere, Zoom, Ciga Hotel Magazine, Italy Italy, Illustrazione Italiana, La Repubblica, Il Resto del Carlino, Il Sole 24 Ore, La Stampa, Corriere della Sera, Il Messaggero, Haagsche Courant, Suddeutsche Zeitung, ecc.
Nel 1987 ha fondato assieme al Prof. Massimo Montanari, al documentarista Gian Vittorio Baldi e al critico dell'Espresso Beppe Mantovano, il Centro Internazionale di Studi sull'Alimentazione, realizzando importanti convegni sulla cucina storica ed eventi relativi, in Italia e negli Stati Uniti.

## Saggistica
Andrea Vitali ha scritto più di cento articoli pubblicati in riviste di carattere storico-scientifico, in settimanali e quotidiani nazionali. Collabora con la rivista Secreta, mensile di cultura storico-ermetica (Editoriale Olimpia). Ha scritto numerosi saggi fra cui:
- Le Carte di Corte. I Tarocchi. Gioco e Magia alla Corte degli Estensi, a cura di Giordano Berti e Andrea Vitali (Nuova Alfa Editoriale, Bologna 1987) ISBN 88-7779-016-4
- La vera favola dei tarocchi, in “Gianmaria Potenza. I Tarocchi” a cura di Grigore Arbore Popescu (Electa, 1990) ISBN 88-435-3200-6
- Tarocchi: Arte e Magia, a cura di Giordano Berti e Andrea Vitali (Le Tarot, Faenza, 1994)
- I Tarocchi Visconti-Sforza. Milano XV secolo.  Edizione in lingua italiana, inglese, francese, tedesca (Il Meneghello, Milano, 1996)
- Il Tarocchino di Bologna. Storia, Iconografia, Divinazione dal XV al XX secolo. Introduzione di Franco Cardini (Martina, Bologna, 2005) ISBN 88-7572-024-X
- Tarocchi: Storia, Arte, Magia dal XV al XX secolo. Presentazione di Donatino Domini, prefazione di Franco Cardini. Edizione bilingue Italiano e Inglese (Le Tarot, Faenza, 2006)
- Il Castello dei Tarocchi, a cura di Andrea Vitali (Lo Scarabeo, Torino, 2010) ISBN 8865270039
- Bologna e i Tarocchi. Un Patrimonio Italiano del Rinascimento. Storia, arte, simbologia, letteratura, a cura di Andrea Vitali (Mutus Liber, Riola 2020) ISBN 978-88-99841-56-0

## Regie (elenco parziale)
- Orizzonte al Medioevo, drammaturgia di Carlo Lucarelli e Andrea Vitali (Brisighella, Feste Medievali, 1985)
- Gran Ballo Macabro: il Trionfo della Morte (Brisighella, Feste Medievali, 1986)
- La Tirannia degli Astri, drammaturgia di Giordano Berti (Brisighella, Feste Medievali, 1991)
- Apocalittica Manichea (Brisighella, Feste Medievali, 1991)
- Coniunctio Alchemica, drammaturgia di Giordano Berti  (Brisighella, Feste Medievali, 1994)
- La Via Lattea (Brisighella, Feste Medievali, 1998)
- Ludus de Antichristo, Apocalisse e teologia imperiale da un codice dell'Abbazia di Tegernsee, drammaturgia di Franco Cardini (San Leo, 1992)
- Degli Amorosi Equivoci, capriccio barocco (Venezia, Carnevale, 1993 e Salonicco, Carnevale 1997.
- La Voce degli Angeli, opera-spettacolo sugli evirati cantori (Urbino, Urbino Rinascimenti, 1995).
- Federico al Guado di Giacobbe (Andria, Festival Castel dei Mondi, 1997)
- Otranto e la Luce della Memoria, con Riccardo Cucciolla e il Ballet Théâtre de Monte Carlo, diretto da Lorena Baricalla  (Monteveglio, La luce nella scrittura che diventa spettacolo, 1998)
- Da Mosè alla Diaspora, musica e storia del popolo ebraico, con Andrea Giordana e Ivana Monti (Andria, Festival Castel dei Mondi, 1998)
- La Luce del Serpente, con Nino Castelnuovo (Monteveglio, La luce nella scrittura che diventa spettacolo, 1999)
- Il Rogo dei Templari (Fabriano, Palio di San Giovanni, 1999)
- Mevania Resurgens, (Bevagna, Mercato delle Gaite, 1999)
- Mai non fu detto, con Ivano Marescotti (Ravenna, Settembre Dantesco, 2002)
- Il Trionfo dei Duchi di Galliera, con Andrea Giordana (Galliera, Bicentenario del Ducato di Galliera, 2003)
- Mala Signoria sempre accora li popoli, con Massimo Rinaldi (Ravenna, Settembre Dantesco, Galliera, 2003)
- L'Inferno e l'Estasi, con Arnoldo Foà (Ravenna, Settembre Dantesco, 2004)
- Il Dante di Mazzini, con Flavio Bucci (Ravenna, Settembre Dantesco, 2004)
- La Creazione della Terra, con Ugo Pagliai (Cervia, Lo Sposalizio del Mare, 2005)
- La Donna Mia, con Paola Quattrini e la Camerata de Paris. (Ravenna, Settembre Dantesco, 2005)
- L'aiuola che ci fa tanto feroci, con Cosimo Cinieri e l'Ensemble Isis (Ravenna, Settembre Dantesco, 2007)
- La Battaglia (La Valletta, Malta, Notte Bianca, 2007)
- Se le stelle inclinano, talk-show sulla scienza degli astri condotto da Marco Columbro (Ravenna, Lo Zodiaco della Vita, 2009)
- Trasumar… (Da Dante a Pasolini), con Fabrizio Gifuni (Ravenna, Settembre Dantesco, 2010)